# Верхний Шандер
Верхний Шандер — опустевший поселок в Мамадышском районе Татарстана. Входит в состав Нижнешандерского сельского поселения.

## География
Находится в северной части Татарстана на расстоянии приблизительно 25 км на север-северо-запад по прямой от районного центра города Мамадыш.

## История
Известен с 1710 года, упоминался также как Верхний Шелянгур. В начале XX века здесь была мечеть. Ныне фактически представляет собой урочище с возделываемыми огородными участками.

## Население
Постоянных жителей было: в 1782 году — 17 душ мужского пола, в 1859 — 44, в 1897—107, в 1908—116, в 1920 — 90, в 1926 — 72, в 1949—112, в 1958 — 44, в 1970 — 46, в 1979 — 28, в 1989 — 7, в 2002 году 1 (татары 100 %), в 2010 году 0.